# Берестяні грамоти в Україні
Берестяні грамоти в Україні — знайдені на території України берестяні грамоти часів Київської Русі. Перші грамоти були виявлені при розкопках під керівництвом археолога І. К. Свєшнікова в Звенигороді у Львівській області в 1988—1989 роках. Пам'ятки української мови.
До кінця 1980-х років археологи знаходили берестяні грамоти виключно на території Росії. В Україні грамоти з берести почали знаходити лише з 1988 року. Рідкість таких екземплярів на українській території пояснюється особливістю ґрунтів, які через інтенсивність аерації не можуть їх законсервувати.
Знахідки цих берестяних грамот вказують, що не тільки в Новгороді використовували письмо на бересті, але і в Галицько-Волинській Русі.
Зображення берестяних грамот, що знайдені в Україні, викладені у відкритий доступ на сайті Державної архівної служби.

## Звенигородські знахідки
У 1988—1989 роках археологом І. К. Свєшніковим на розкопках в селі Звенигороді у Львівській області на місці давнього міста Звенигорода були знайдені три берестяні грамоти.
Грамота № 1 була знайдена 26 липня 1988 року в культурному шарі, що датується 1110—1137 роками. Вона складалася з трьох розірваних частин. Ці частини були складовими більшого документа, від якого залишилася лише його середина. На решті берестяної грамоти читається невеликий текст, що складається з закінчення слова «ънъ», цілої фрази і в кінці знака псі.
А. А. Залізняк переклав цілу фразу як «…а мені не потрібно сюди…», маючи на увазі, що не потрібно «щось надсилати». І. К. Свєшніков під «ънъ» припускав слово «гривънъ» (гривна). Наявність цієї грамоти свідчить про те, що в ті часи в Південній Русі існувала практика листування жителів з використанням березової кори.

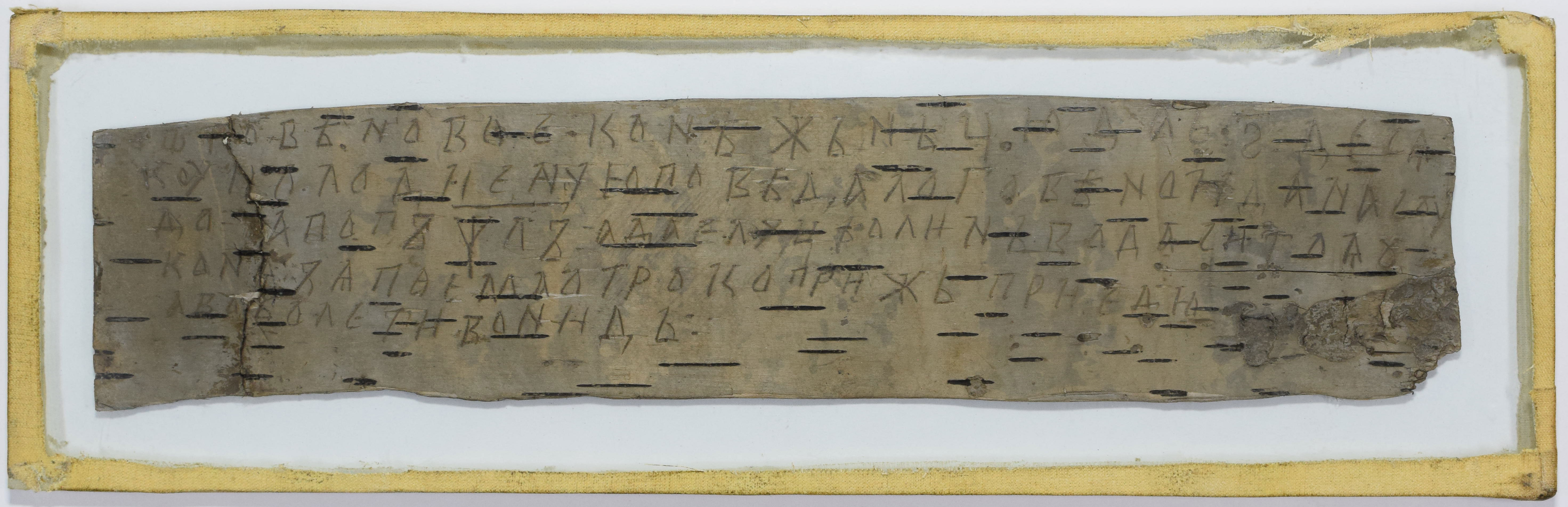
Лист Говенової (бл. 1110—1124 рр.)

Грамоту № 2 знайшли 28 липня 1989 року на інший садибі того ж місця і з тим же датуванням культурного шару, що і попередня грамота. Цього разу грамота збереглася цільним документом. На думку І. К. Свєшнікова, це діловий лист, що починається без типових важливих слів для Новгорода. Воно було відіслано з невідомого давньоруського міста, а адресатом був житель Звенигорода.
"отъ говѣновое ко нѣжьньцю дае 6 деся(т)(о) коуно лодиеноую повѣдало говѣно ида на соудо: а попъ ψлъ: а дае лоуцѣ оли нь водаси то я у конязя поема отроко прижь приедю а во боле ти вонидь.
 А. А. Залізняк переклав цей текст російською так:
«От Говеновой [вдовы] к Неженцу. Дай шестьдесят кун ладейных (то есть за ладью или на ладью). [Так] сказал Говен перед смертью (букв.: идя на суд), а поп записывал. Дай [их] Луке. Если же не дашь, то я возьму у князя отрока и вместе [с ним] приеду — это тебе станет в большую сумму» .
Існує і український переклад:
«Від Говінової [тобто дружини Говіна] до Ніженця. Дай 60 кун лодієвих. Сказав Говін і подав на суд, а піп записав. А дай Луці. Коли не віддаси, то я у князя візьму отрока… і приїду, а то тобі в більше увійде».
Нежніч заборгував Говену 60 кун, після смерті Говена його вдова зажадала від нього повернути борг через Луку. При небажанні віддавати вдова погрожувала звернутися до князя і разом з його отроком витребувати вже велику суму. Згідно аргументації І. К. Свєшнікова, вдова Говена могла жити в Перемишлі, а князем в цьому випадку виступає Володар Ростиславич, перемиський князь в 1092—1124 роках. В цьому випадку лист можна датувати між 1110 і 1124 роками.
За припущенням В. Гупало, Нежніч міг бути господарем цього товару, так і власником будівлі, де було знайдено берестяну грамоту № 2. Цей документ демонструє, що Звенигород в той час також вів міжнародну торгівлю, а не тільки задовольняв свої внутрішні потреби.
Особливості графіки грамоти: спостерігається взаємозаміна букв ъ — о, ь — є, написання є на місці и після голосних (коуно, соудо замість коунъ, соудъ; конязя замість кънязя) що свідчить, що в її мові скорочені були ще цілком живі; винятком є «попъ ψлъ», що на думку А. А. Залізняка пояснюється тим що це графічне кліше. [J] в кінці складу передається через е. Приедю замість приедоу (приеду) Залізняк вважає помилкою або опискою, а не відображенням вимови.
На думку І. К. Свєшнікова, навіть попередній і далеко не повний перелік особливостей тексту звенигородської грамоти № 2 переконує, що в нашому розпорядженні перший в Україні найдавніший документ розмовної давньоруської мови з елементами південного діалекту, що лягли в основу формування української мови, яка, очевидно, уже почала складатися на початку ХІ ст.
Грамота № 3 знайдена в 1989 році на місці споруди з тими ж характеристиками, як і дві попередні грамоти. На цій грамоті зображені чоловік і буква «а». В даному місці були знайдені речі, в тому числі дерев'яну частину від відра, де було написано ім'я «Іоанъ». І. К. Свєшніков вважає, що власник цієї будівлі Іван використовував березову кору для тренування. Зображений чоловік має одяг, що нагадує одяг священика.
Всі три берестяні грамоти з 1994 року перебувають в Центральному державному історичному архіві України у Львові.

### Список берестяних грамот. Центральний державний історичний архів України, м. Львів[5]
1. Лист (окремі літери і слова). Берестяна грамота (три уривки розміром 2х12; 2х8,5 та 1,8 х 3,2 см.) від [1110-1137 рр.]
2. Лист Говенової до Нежича у Звенигород з вимогою повернути борг. Берестяна грамота (розміром 6,5х30 см.) від [1110-1124 рр.]
3. Берестяна грамота з мініатюрним рисунком погруддя людини в профіль та зображенням літери «а» (розміром 1,5х3,8 см.) від [1110-1137 рр.]

## Знахідки в інших місцях
У 2008 році під керівництвом П. Довганя на розкопках стародавнього Буську на Львівщині було знайдено берестяну грамоту XII і згорток берести X століття. Обидва предмета виявлені на підлозі згорілих наземних будівель. Разом зі згортком також було знайдено кістяне писало. У випадку з грамотою, її вдалося розгорнути, але тексту на ній не виявлено. Були неодноразові спроби вченими розгорнути пакунок, але він був настільки законсервований гарячим попелом під час пожежі, що не існує можливості його розгорнути.
На київському Подолі в 2010 році знайшли шматок берести, про яку журналісти поспішно написали як про київську берестяну грамоту. Її виявили археологи під час розкопок на місці садиби А. Меленського, але береста виявилася без тексту. Раніше в Києві в 1960-х роках була знайдена кора з дитячими малюнками.

## Свинцеві грамоти
Альтернативою бересті слугував свинець. Кілька таких грамот було знайдено в Новгороді. Під час розкопок у Полонному Дмитро Тимчук виявив свинцеву грамоту в залишках вогнища XII століття. Грамота, згорнута в п'ять обертів, містила трирядковий напис.
Реставрація грамоти, проведена Віктором Голубом, була складною через значну корозію та крихкість металу. Після успішної реставрації грамота виявилася збереженою пластиною з написами на обох сторонах. Текст на зовнішній стороні грамоти містив розпорядження від Хитра до Міча та Гирла про збирання худоби та її доставку до Києва.
ГРАМОТА ОТ ?ЫТРА ТА КЪ МИЧЕВИ : И КЪ ГЫР?(ОВ)И : СЪКУПИВЪША СКОТ(Ы) А ?Е? (М)ИЧА ВЕДИ КЫЕВ(У) 